# Breaza (Mureș)
Breaza (in ungherese Beresztelke, in tedesco Bretzdorf) è un comune della Romania di 2542 abitanti, ubicato nel distretto di Mureș, nella regione storica della Transilvania. 
Il comune è formato dall'unione di 3 villaggi: Breaza, Filpișu Mare, Filpișu Mic.